# Metastenasellus wikkiensis
Metastenasellus wikkiensis là một loài chân đều trong họ Stenasellidae. Loài này được Lincoln miêu tả khoa học năm 1972.